# Alfred Lair de Beauvais
Alfred Lair de Beauvais (Bayeux, 1820 - Dreux, 1869) fou un organista i compositor francès del Romanticisme. Heretà dels seus pares una regular fortuna que malbaratà en empreses forassenyades, i després de residir en diverses ciutats, aconseguí la plaça d'organista de l'església de Sant Pere de Dreux, quan ja estava completament arruïnat. A més d'un Traité des principes théoriques qui régissent la musique (París, 1862), deixà un bon nombre de composicions, entre les quals destaquen pels seus mèrits les religioses.